# Partido Nacional Bolchevique
El Partido Nacional Bolchevique (en ruso: Национал-большевистская партия, НБП) fue un partido político ruso, fundado en 1993 por Eduard Limónov bajo el nombre de Frente Nacional Bolchevique, de ideología nacionalbolchevique, también conocido como nazbol (o natsbol, contracción de nacional y bolchevique). Es un intento de incorporar la ideología bolchevique al nacionalismo ruso. El partido fue ilegalizado en junio de 2005  por la Corte Suprema de Rusia debido a sus actos vandálicos, legalizado dos meses después e ilegalizado de nuevo el 19 de abril de 2007. Finalmente, en 2010 se autodisolvió para formar el partido La Otra Rusia.

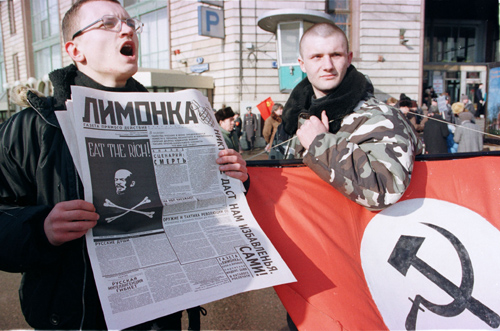
Miembros del Partido Nacional Bolchevique reparten su propaganda durante una manifestación en Moscú.

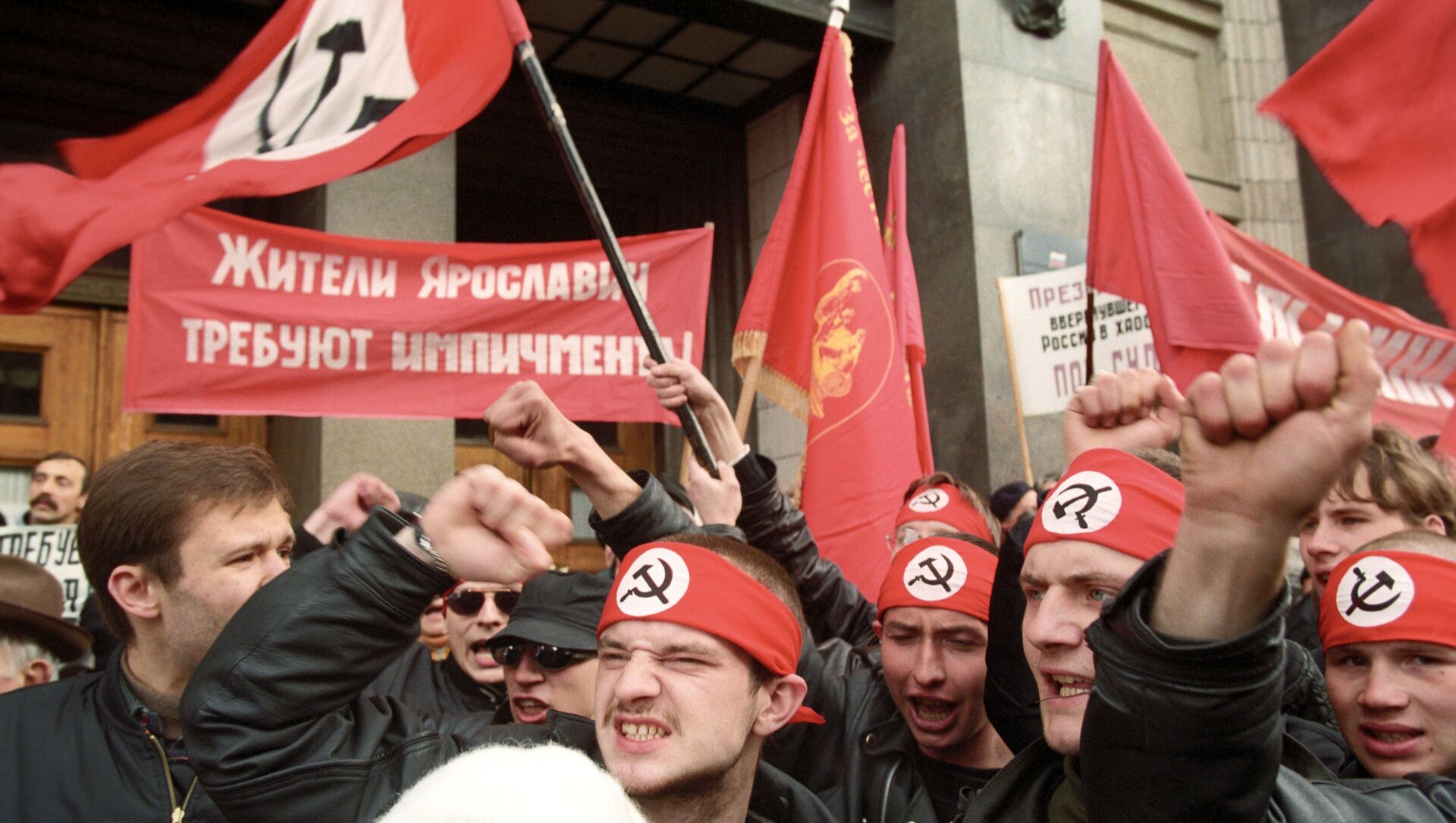
Natsbols y comunistas se manifiestan ante la Duma Estatal durante el intento de destitución de Borís Yeltsin, 15 de mayo de 1999.

Entre sus postulados estaba la creación de la reconstrucción del "potencial tradicional ruso" y hacer resurgir la Unión Soviética, aunque introduciendo matices nacionalistas y conservadores, especialmente en lo social.
Tras un asalto al Ministerio de Finanzas ruso en 2006, el Partido fue ilegalizado por la Corte Suprema de Rusia al año siguiente.
A pesar de su carácter clandestino y su conducta violenta, sus militantes lograron presentarse a las elecciones de 2007 en la coalición Другая Россия (La Otra Rusia), liderada por el famoso ajedrecista Gary Kaspárov, no obteniendo representación parlamentaria.

## Desarrollo
El partido estuvo presidido por Eduard Limónov desde su fundación en 1992 como el Frente Nacional Bolchevique, formado por la amalgama de seis grupos menores. Aleksandr Duguin fue uno de los miembros iniciales y tuvo un papel determinante en convencer a Limónov de entrar en el ámbito político. Yegor Létov fue uno de los fundadores y el primer miembro del Partido Nacional Bolchevique. El partido atrajo la atención pública por primera vez cuando, en 1992, dos miembros fueron detenidos por poseer granadas, aunque Limónov aseguraba que fue un montaje policial. El incidente fue aprovechado para dar publicidad a una campaña de boicot contra los productos occidentales que el NBF llevaba a cabo.
En septiembre de 1992, el NBF formó, junto con otros grupos el Frente de Salvación Nacional, apoyado por el neofascista belga Jean-François Thiriart, que moriría poco después. En 1994, tras un ataque militar en la primera guerra chechena, Limónov se posicionó a favor del ataque y fue muy criticado por otros miembros del Frente de Salvación Nacional, tras lo cual el NBF abandonó el Frente de Salvación Nacional.[cita requerida]